# 52e division d'infanterie (Allemagne)
Pour les articles homonymes, voir 52e division.
La  52e division d'infanterie  (52. Infanterie-Division ou 52. ID, en allemand), qui deviendra la 52e division d'instruction (52. Feldausbildungs-Division), puis la 52e division de sécurité (52. Sicherungs-Division), est l'une des divisions d'infanterie de l'armée allemande (Wehrmacht) durant la Seconde Guerre mondiale.

## Historique
52. Infanterie-Division
La 52. Infanterie-Division est formée le 26 août 1939 à Siegen dans le Wehrkreis IX en tant qu'élément de la 3. Welle (3e vague de mobilisation). Une partie de l'état major et des combattants sont détachés pour former la 339e division d'infanterie.
Incomplète, elle occupe des positions défensives dans les régions de Saarpfalz et de Trèves et est placée en réserve à Kusel.
En 1940, elle est attachée à la 12e armée lors de l'invasion de la France, et traverse le Luxembourg puis se bat sur l'Aisne puis marche à travers la Champagne et la Bourgogne et arrive à Dijon. Elle reste comme une force d'occupation en France.
En 1941, elle est déplacée en Pologne pour prendre part à l'invasion de l'Union soviétique dans l'Heeresgruppe Mitte. Elle combat pour la 1re fois à Bobruisk puis marche de Minsk à Vilnius et est prise dans des escarmouches le long de la Drout et de la Bérésina. Au cours de la campagne elle est engagée dans plusieurs combats, en particulier à Rogachev, le long de la Desna et de la Bolva, dans les régions de Soukhinitchi et de Kalouga. Elle effectue des opérations offensives et défensives en alternance le long de la Protva. Durant l'hiver elle tient son front dans la région de Taroussa puis est envoyé en repos près de Ioukhnov.
En avril 1942, elle retourne au combat, dans une opération anti-guérilla, dans la région de Roslavl et effectue d'autres actions d'arrière-garde, coûteuses sur l'Ougra. En raison des pertes, les 3e bataillons de chaque régiment sont dissous.
Au printemps 1943, la 52. ID est envoyé en première ligne, dans la région de Spas-Demensk, pour répondre à la pression de l'ennemi sans cesse croissante, aboutissant à de violents combats. La division étant placée à la jonction des Heeresgruppe Nord et Heeresgruppe Mitte elle subit de très lourdes pertes près de Smolensk de telle sorte qu'elle ne représente plus qu'un groupement tactique.
Devenue une formation squelettique, la 52e division est dissoute le 1er novembre 1943.
Les unités rescapées sont alors réparties comme suit :
- L'état-major de la division forme, par changement de nom, la 52e division d'instruction (52. Feldausbildungs-Division) qui deviendra plus tard la 52e division de sécurité (52. Sicherungs-Division).
- L'état-major du Grenadier Regiment 163 incorpore l'état-major du 1er régiment de chasseurs skieurs (Ski-Jäger-Regiment 1)
- L'état-major du Grenadier Regiment 181 incorpore l'état-major divisionnaire du Groupe 52 (Divisions-Gruppe 52)
- Les 2e bataillons des Grenadier Regiment 163 et Grenadier Regiment 181 avec les restes du régiment d'artillerie incorporent le 195e Régiment d'artillerie (Artillerie-Regiment 195)
- L'état-major du 152e Régiment d'artillerie incorpore l'état-major du 362e Régiment d'artillerie (Artillerie-Regiment 362)
- Le 3e bataillons du 152e Régiment d'artillerie incorpore le 3e bataillon du 357e Régiment d'artillerie (Artillerie-Regiment 357)
- Le 4e bataillons du 152e Régiment d'artillerie incorpore l'état-major du 423e Bataillon d'artillerie légère (Leichtgeschütz-Abteilung 423)

52. Feldausbildungs-Division
La 52. Feldausbildungs-Division (52e division d'instruction) est formée le 3 décembre 1943 par changement de nom de l'état-major de la 52e division d'infanterie (52. Infanterie-Division), complété avec l'apport de divers personnels provenant d'autres formations du groupe d'armées Centre. Elle stationne en Biélorussie.
Le 1er avril 1944 les régiments sont versés dans les 31e, 131e et 331e division d'infanterie.
L'état-major de la division forme, par changement de nom, la 52e division de sécurité (52. Sicherungs-Division).
52. Sicherungs-Division
Le 52. Sicherungs-Division (52e division de sécurité) est créée le 19 avril 1944 par changement de nom de la 52. Feldausbildungs-Division. Elle reprend les 3 régiments de l'Oberfeldkommandantur 400 qui était à Baranavitchy) (OFK : Commandement de la place militaire).
À la fin de la guerre elle combattait dans la festungs Liepāja en Lettonie.

## Affectations
| Date                     | Corps d'Armée    | Armée          | Groupe d'armée | Zone         |
| ------------------------ | ---------------- | -------------- | -------------- | ------------ |
| Septembre– Novembre 1939 | XI               | 1. Armee       | C              | Saarpfalz    |
| Décembre 1939            | Réserve de l'OKH | –              | –              | Kusel        |
| Janvier 1940             | Réserve de l'OKH | –              | –              | Kusel        |
| Février–Mai 1940         | Disponible       | 16. Armee      | A              | Trèves       |
| Juin 1940                | III              | 12. Armee      | A              | France       |
| Juillet 1940             | Disponible       | 12. Armee      | C              | France       |
| Août 1940                | XXVII            | 12. Armee      | C              | France       |
| Septembre–Octobre 1940   | XXVII            | 1. Armee       | C              | France       |
| Novembre – Décembre 1940 | XXVII            | 1. Armee       | D              | France       |
| Janvier–Juin 1941        | XXVII            | 1. Armee       | D              | France       |
| Juillet 1941             | LIII             | –              | Mitte          | Vilnius      |
| Août 1941                | LIII             | 2. Armee       | Mitte          | Bobruisk     |
| Septembre 1941           | LIII             | –              | Mitte          | Bobruisk     |
| Octobre 1941             | XXXXIII          | 2. Armee       | Mitte          | Briansk      |
| Novembre–Décembre 1941   | XIII             | 4. Armee       | Mitte          | Moscou       |
| Janvier 1942             | XIII             | 4. Armee       | Mitte          | Moscou       |
| Fevrier–Mars 1942        | LVII             | 4. Armee       | Mitte          | Ioukhnov     |
| Avril 1942               | XIII             | 4. Armee       | Mitte          | Ioukhnov     |
| Mai–Juin 1942            | XII              | 4. Armee       | Mitte          | Spas-Demensk |
| Juillet 1942             | LVI              | 4. Armee       | Mitte          | Spas-Demensk |
| Août-Octobre 1942        | XXXXI            | 2. Panzerarmee | Mitte          | Orel         |
| Novembre–Décembre 1942   | LIII             | 2. Panzerarmee | Mitte          | Orel         |
| Janvier–Mars 1943        | XXXX             | 9. Armee       | Mitte          | Newel        |
| Avril–Septembre 1943     | XXVII            | 4. Armee       | Mitte          | Newel        |
| Octobre 1943             | XXVII            | 4. Armee       | Mitte          | Orscha       |

52. Feldausbildungs-Division
| Date                         | Corps d'Armée | Armée | Groupe d'armée | Zone        |
| ---------------------------- | ------------- | ----- | -------------- | ----------- |
| Novembre 1943 - Janvier 1944 | z. Vfg. OKH   | -     | Mitte          | Biélorussie |

52. Sicherungs-Division
| Date                  | Corps d'Armée    | Armée                   | Groupe d'armée | Zone          |
| --------------------- | ---------------- | ----------------------- | -------------- | ------------- |
| Mai 1944              | WB Weißruthenien | -                       | Mitte          | Biélorussie   |
| Juin 1944             | z. Vfg. OKH      | –                       | Mitte          | Biélorussie   |
| Juillet 1944          | z. Vfg. OKH      | 2. Armee                | Mitte          | Kovel         |
| Août-Septembre 1944   | z. Vfg. OKH      | 3. Panzerarmee          | Mitte          | Courlande     |
| Octobre 1944          | z. Vfg. OKH      | Armee-Abteilung Grasser | Nord           | Courlande     |
| Novembre-Janvier 1945 | z. Vfg. OKH      | 18. Armee               | Nord           | Courlande     |
| Février-Mars 1945     | z. Vfg. OKH      | 18. Armee               | Kurland        | Courlande     |
| Avril 1945            | -                | -                       | -              | Festung Libau |

## Organisation

### Commandants
52. Infanterie-Division
| Date                                  | Grade           | Commandant            |
| ------------------------------------- | --------------- | --------------------- |
| 1er septembre 1939 - 8 septembre 1939 | Generaloberst   | Karl-Adolf Hollidt    |
| 8 septembre 1939 - 5 octobre 1940     | Generaloberst   | Hans-Jürgen von Arnim |
| 5 octobre 1940 - 1er novembre 1942    | Generaloberst   | Dr. Lothar Rendulic   |
| 1er novembre 1942 - 5 novembre 1943   | Generalleutnant | Rudolf Peschel        |

52. Feldausbildungs-Division
| Date                       | Grade        | Commandant     |
| -------------------------- | ------------ | -------------- |
| Décembre 1943 - Avril 1944 | Generalmajor | Albert Newiger |

52. Sicherungs-Division
| Date                        | Grade           | Commandant                         |
| --------------------------- | --------------- | ---------------------------------- |
| Avril 1944 - Septembre 1944 | Generalmajor    | Albert Newiger                     |
| Septembre 1944              | Generalleutnant | Albrecht Baron Digeon von Monteton |

### Officiers d'opérations (Generalstabsoffiziere (Ia))
| Date                                | Grade          | Commandant              |
| ----------------------------------- | -------------- | ----------------------- |
| 26 août 1939 - 21 avril 1941        | Major          | Helmuth Strempel        |
| 21 avril 1941 - 15 juillet 1942     | Major          | Hans-Heinrich Worgitzky |
| 15 juillet 1942 - 1er novembre 1943 | Oberstleutnant | Konrad Purucker         |

## Théâtres d'opérations
- Pologne : Septembre 1939 - Avril 1940
- Norvège et France : Avril 1940 - Juin 1941
- Front de l'Est secteur Centre : Juin 1941 - Novembre 1943
  - 1941 - 1942 : Opération Barbarossa
    - 22 octobre 1941 au 22 janvier 1942 : Bataille de Moscou

## Ordres de bataille
52. Infanterie-Division
| 1939 - Infanterie-Regiment 163 - Infanterie-Regiment 181 - Infanterie-Regiment 205 - Aufklärungs-Abteilung 152 - Artillerie-Regiment 152 - I. Abteilung - II. Abteilung - III. Abteilung - IV. Abteilung - Pionier-Bataillon 152 - Panzerabwehr-Abteilung 152 - Nachrichten-Abteilung 152 - Versorgungseinheiten 152 | 1942 - Grenadier-Regiment 163 - Grenadier-Regiment 181 - Grenadier-Regiment 205 - Radfahr-Abteilung 152 - Artillerie-Regiment 152 - I. Abteilung - II. Abteilung - III. Abteilung - IV. Abteilung - Pionier-Bataillon 152 - Panzerjäger-Abteilung 152 - Nachrichten-Abteilung 152 - Feldersatz-Bataillon 152 - Versorgungseinheiten 152 | 1943 - Grenadier-Regiment 163 - Grenadier-Regiment 181 - Grenadier-Regiment 205 - Füsilier-Bataillon 52 - Artillerie-Regiment 152 - I. Abteilung - II. Abteilung - III. Abteilung - IV. Abteilung - Pionier-Bataillon 152 - Panzerjäger-Abteilung 152 - Nachrichten-Abteilung 152 - Feldersatz-Bataillon 152 - Versorgungseinheiten 152 |

| 52. Feldausbildungs-Division - Grenadier-Regiment 565 - Grenadier-Regiment 566 - Grenadier-Regiment 567 | 52. Sicherungs-Division - Sicherungs-Regiment 37 - Sicherungs-Regiment 88 - Sicherungs-Regiment 611 - Nachschubtruppen 52 |